# Bourse du Cap-Vert
La Bourse du Cap-Vert (en portugais: Bolsa de Valores de Cabo Verde) est la bourse des valeurs du Cap-Vert. Il est situé dans le quartier Achada Santo António de Praia. La Bourse du Cap-Vert (BVC) a été créée le 11 mai 1998 par décision gouvernementale. Fin 2017, la capitalisation boursière était de 68,4 milliards d'escudos, ce qui équivaut à 621 millions d'euros.
La structure opérationnelle de la bourse du Cap-Vert combine le système d’enchères avec des systèmes basés sur les cotations afin de soutenir une plus grande liquidité du marché. Le marché a déployé d’énormes efforts pour se restructurer conformément aux meilleures pratiques et aux directives internationales les plus pertinentes. Toutes les plateformes sont crédibles et certaines sont utilisées par Euronext Lisbonne et Interbolsa.
La BVC est membre de l'Association des bourses africaines.